# سائو لورنچو دوس ارگیوس (دماغه سبز)
سائو لورنچو دوس ارگیوس (پرتغالی: São Lourenço dos Órgãos) یک منطقهٔ مسکونی در دماغه سبز است که در جزایر سوتاونتو واقع شده‌است.